# Shokolad Menta Mastik
Shokolad Menta Mastik (שוקולד מנטה מסטיק, Traduzido: Chocolate, Menta, Mastique) foi um trio feminino israelita musical, ativo na década de 1970, composto por Yardena Arazi, Ruthie Holzman e Tami Azaria (1972-1973) ou Lea Lupatin. Todas as raparigas a serviço no FDI, como parte do Nahal Ensemble. O trio se apresentou tanto em Israel e internacionalmente, especialmente depois de ter sido a entrada de 1976 para o Festival Eurovisão da Canção, em Haia.